# 비지터 3
《비지터 3: 저스트 비지팅》(영어: Just Visiting)은 미국과 프랑스에서 제작된 장마리 푸아레 감독의 2001년 액션 코미디 영화이다. 프랑스 영화 《비지터》(1993)를 리메이크하였다. 장 레노, 크리스티나 애플게이트, 크리스티앙 클라비에, 태라 리드 등이 출연하였고, 파트리스 르두 등이 제작에 참여하였다.

## 줄거리
12세기 잉글랜드. 프랑스 백작(comte) 티보 말페트는 로절린드 공주와의 결혼식 연회에서 숙적 워릭 백작(earl)이 마녀에게서 얻은 물약을 마시고 로절린드를 괴물로 착각해 죽인다. 사형을 선고받은 티보는 하인 앙드레를 시켜 마법사에게서 로절린드를 죽이기 직전으로 돌아가는 물약을 받는다. 그러나 마법사가 제조 중에 실수를 하는 바람에 티보와 앙드레는 21세기로 보내진다.
티보와 앙드레는 중세의 기준과 양식이 통하지 않는 현대 미국에서 대혼란을 겪으며 소동을 일으킨 끝에 체포된다. 하지만 시카고 박물관 직원이며 로절린드를 무척 닮은 줄리아가 티보를 폭풍우에 휘말려 실종됐던 프랑스 사촌이라고 여기고 구해준다.
줄리아가 자신의 후손이라는 걸 알게 된 티보는 과거로 돌아가기 전에 줄리아의 돈을 노리는 줄리아의 약혼자로부터 줄리아를 구하기로 결심한다.

## 출연진
- 장 레노 - 티보 말페트 역
- 크리스티나 애플게이트 - 로절린드 / 줄리아 말펫 역
- 크리스티앙 클라비에 - 앙드레 르파테 역
- 맷 로스 - 헌터 역
- 태라 리드 - 앤절릭 역
- 브리짓 윌슨 - 앰버 역
- 존 에일워드 - 바이런 역
- 조지 플림프턴 - 브레이디 박사 역
- 맬컴 맥다월 - 마법사 역
- 알렉시 로레 - 프랑수아 르콩비에 역

## 기타 제작진
- 협력 제작: 존 앨런 아미카렐라, 크리스티앙 클라비에, 장마리 푸아레
- 배역: 케리 바든, 빌리 홉킨스, 수잰 크롤리
- 미술: 더그 크레이너
- 의상: 페니 로즈